# Hans-Jochen Schmidt
Hans-Jochen Schmidt (* 15. April 1947 in Bad Kösen) ist ein deutscher Diplomat und zuletzt von 2009 bis 2012 Botschafter in Armenien.

## Biografie
Nach dem Abitur 1966 und der Ableistung des Grundwehrdienstes bei der Bundeswehr studierte er zwischen 1969 und 1975 Rechtswissenschaften und legte 1974 sein Erstes Juristisches Staatsexamen ab. Im Anschluss war er von 1975 bis 1977 Betreuer bei Inter Nationes, dem 1952 vom Außenministerium gegründeten Institut zur Verbreitung von Informationen über die Bundesrepublik im Ausland.
1977 trat er in den Diplomatischen Dienst ein und fand nach Beendigung des Vorbereitungsdienstes 1979 zunächst Verwendung an der Botschaft in Ägypten. Danach war er von 1982 bis 1986 in der Zentrale des Auswärtigen Amtes tätig sowie von 1986 bis 1989 an der Botschaft in Zaïre. Im Anschluss war er Ständiger Vertreter des Generalkonsuls in Atlanta, ehe er 1992 erneut in die Zentrale des Auswärtigen Amtes zurückkehrte.
Nach einer Tätigkeit als stellvertretender Referatsleiter im Außenministerium von 1993 bis 1996 war Schmidt zwischen 1996 und 2000 Ständiger Vertreter des Generalkonsuls in Sankt Petersburg. Daraufhin erfolgte eine Verwendung als Ständiger Vertreter des Botschafters in der Ukraine, ehe er von 2004 bis 2007 Referatsleiter im Auswärtigen Amt war. Zwischen 2007 und 2008 war er erst Ständiger Vertreter des Botschafters in Kasachstan sowie im Anschluss Leiter des Büros der OSZE in Minsk.
Seit dem 23. Oktober 2009 war er als Nachfolger von Andrea Wiktorin Botschafter der Bundesrepublik Deutschland in Armenien und übte dieses Amt bis zu seinem Eintritt in den Ruhestand 2012 aus. Nachfolger als Botschafter in Armenien wurde daraufhin am 19. Juli 2012 Reiner Morell, der zuvor Botschafter in Turkmenistan war.